# Eva Illouz
Eva Illouz —en hebreu אווה אילוז— (Fes, 30 d'abril de 1961) és sociòloga i escriptora. La seva orientació investigadora és marxista, i s'ha especialitzat en la història de la vida emocional, teoria crítica aplicada a l'art i a la cultura popular, el significat moral de la modernitat i l'impacte del capitalisme sobre l'esfera cultural. És professora de sociologia i antropologia a la Universitat Hebrea de Jerusalem. Les seves obres s'han traduït a més de 15 idiomes.

## Trajectòria
Eva Illouz va néixer a Fes i als 10 anys es va traslladar a l'Estat francès. Va obtenir el títol de grau (Bachelor of Arts) en sociologia, comunicació i literatura a París. Va obtenir un postgrau (Master of Arts) en literatura a la Universitat de París X Nanterre, un màster en Comunicació a la Universitat Hebrea de Jerusalem, i el títol de doctora (PhD) en Comunicacions i estudis culturals a l'Annenberg School for Communication de la Universitat de Pennsilvània el 1991. El seu mentor va ser el professor Larry Gross, director de l'Annenberg School for Communication de la Universitat del Sud de Califòrnia. Ha estat professora visitant a la Universitat de Northwestern, a la Universitat de Princeton i a l'École des Hautes Études en Sciences Socials de París. És membre, des de 2009, de l'Institut d'Estudis Avançats de Berlín (Wissenschaftskolleg zu Berlin). El 2006, es va incorporar al Centre per a l'Estudi de la Racionalitat (Center for the Study of Rationality Arxivat 2021-04-19 a Wayback Machine.) creat el 1991 inspirant-se en els treballs del Premi Nobel d'Economia de 2005 Robert John Aumann i Menahem Yaari i que aleshores estava dirigit per la professora Edna Ullman-Margalit de la Universitat Hebrea de Jerusalem.

## Recerca
La recerca desenvolupada per Illouz després de les seves tesis se centra en una sèrie de temes en els quals uneix l'estudi de les emocions, la teoria crítica aplicada a la cultura i l'art així com la comunicació, el significat moral de la modernitat, l'impacte del capitalisme sobre l'esfera cultural, recerques inscrites en els denominats estudis culturals i sociologia de la cultura des de la perspectiva de la teoria crítica de l'Escola de Frankfurt. Cinc temes dominen la seva obra:

### Les formes en què el capitalisme ha transformat les pautes emocionals
Un dels temes dominants és la forma en què el capitalisme ha transformat les pautes emocionals, tant en els camps del consum (amb el desenvolupament del consumisme) com de la producció, costos i preus (màrqueting i publicitat).

### El consum de la utopia romàntica
En el seu primer llibre, El consum de la utopia romàntica, dirigeix la seva anàlisi i crítica a un doble procés: la «mercantilització del romanç» (mercantilització de la seducció en la parella i l'amor romàntic) i la «idealització de les mercaderies» (seducció publicitària), és el que Illouz denomina «capitalisme emocional». Mostra, a través de les imatges publicitàries de les revistes femenines dels anys 1930 i les pel·lícules d'aquest període (quan als Estats Units s'inicia un canvi social amb el desenvolupament i la potenciació del consumisme), que la publicitat i la cultura cinematogràfica presenta les mercaderies i els productes com un vector de les experiències emocionals i, en particular per a l'experiència del romanç (amor romàntic). Productes bàsics de molts tipus de sabons, frigorífics, paquets turístics de vacances, rellotges, diamants, cereals per esmorzar, cosmètics i molts altres, es van presentar com a experiències de l'amor i l'enamorament. El segon procés va ser el de la mercantilització de l'enamorament, que és el procés mitjançant el qual, al segle xix, el lloc de trobada amb una dona era a la casa familiar d'aquesta, i en els mateixos anys de 1930 les cites són en llocs on les indústries de l'oci estan instal·lades. La trobada romàntica es trasllada de la casa a l'esfera de l'oci dels consumidors de manera que la cerca de l'amor romàntic va esdevenir un vector per al consum de productes d'oci fabricat per indústries específiques.

### Intimitats congelades i salvació de l'ànima moderna
En els seus llibres Intimitats congelades (Cold Intimacies, 2007) i La salvació de l'ànima moderna (Saving the Modern Soul, 2008), Illouz examina com les emocions apareixen en l'àmbit de la producció econòmica. En la societat estatunidenca, des de la dècada del 1920, les emocions es van convertir en un objecte de coneixement i construcció del llenguatge publicitari i en general de totes les tècniques d'eficiència econòmica. Els psicòlegs van ser contractats per les empreses per ajudar a augmentar la productivitat i gestionar millor la força de treball. La psicologia va establir ponts entre l'emocional i l'econòmic creant una forma radicalment nova de concebre el procés de producció. Així, ja sigui en l'àmbit de la producció o del consum, les emocions s'han mobilitzat al gust de les forces econòmiques convertint l'emoció, la producció i el consum en quelcom inseparable.

### El paper de la psicologia en la conformació de la identitat moderna
Illouz argumenta que la psicologia i en concret la psicoteràpia és absolutament central en la constitució de la identitat i la vida emocional moderna concretant-se en una psicologia clínica popular: des de la dècada de 1920 a la dècada del 1960 els psicòlegs clínics es van convertir en un grup social extraordinàriament dominant, ja que es van introduir en l'exèrcit, les empreses, l'escola, l'Estat, els serveis socials, els mitjans de comunicació, la criança dels infants, la sexualitat, el matrimoni, l'educació religiosa, etc. En tots aquests camps, la psicologia es va establir com la màxima autoritat en matèria de sofriment humà, tot oferint tècniques per transformar i superar aquesta dificultat. La intromissió de la psicologia en l'economia fa que es parli de la preponderància de les persones amb «intel·ligència emocional» i de la necessitat d'una «alfabetització emocional». Per a la psicologia i per al mercat capitalista cal ensenyar a sentir el que ha de sentir-se i si no s'aconsegueix és per una incapacitat que denota una patologia.
Al segle xx, els psicòlegs de totes les tendències han carregat la vida humana d'una necessitat de narració (explicar la vida com a evolució i progrés amb sentit) per a la qual han magnificat l'autodesenvolupament i l'autoajuda. La persuasió psicològica ha transformat el que va ser classificat com un problema moral en una malaltia i, per tant, pot ser entès com a part integrant del fenomen més ampli de la medicalització de la vida social. Tant l'amor com la salut psicològica constitueixen utopies de felicitat per a l'ésser modern, les quals estan intervingudes pel consum i que constitueixen horitzons als quals aspira el «jo» modern. En aquest sentit, hi ha un gran tema de caràcter general denominat utopia de la felicitat i la seva interacció amb la utopia del consum.

### La transformació de l'arquitectura o l'ecologia de l'elecció
Illouz ha desenvolupat recerques sobre aquest tema, especialment des de 2006, data en la qual es va fer membre del Centre per a l'Estudi de la Racionalitat Arxivat 2021-04-19 a Wayback Machine. de la Universitat Hebrea de Jerusalem, i manté que els sociòlegs, economistes i fins i tot els psicòlegs tendeixen a assignar un tipus de propietat fixa i invariable de la ment, en la qual els individus coneixen quines són les seves preferències i trien sobre la base d'aquestes preferències. Sosté que en la modernitat tota l'ecologia o l'arquitectura de l'elecció -almenys l'elecció d'un company- ha canviat profundament. L'«Ecologia de l'elecció» té a veure amb les formes en què les persones entenen allò que consideren les seves preferències, la relació entre emoció i racionalitat, i la pròpia capacitat de diferenciar i prioritzar entre les denominades preferències emocionals i racionals.

### Distribució desigual del desenvolupament emocional i la felicitat emocional
Una dimensió del seu treball s'ha d'entendre com la intersecció de la classe social i l'emoció de dues maneres: 
- Com es conformen les pràctiques emocionals? Hi ha formes emocionals que es poden associar amb la dominació social?
- Si les emocions són respostes estratègiques a les situacions, és a dir, si ens ajuden a fer front a situacions i els donen forma, llavors les classes mitjanes tenen un clar avantatge sobre la classe baixa i el subproletariat (els pobres i els indigents) en el regne emocional? Com establir aquest avantatge? I quina és la seva naturalesa?.[11]

## Metateoria: desenvolupament humà i crítica social
Finalment, el cinquè dels grans assumptes que tracta és metateòric, sobre el desenvolupament humà i la crítica social tradicional. La crítica de la cultura tradicional s'ha basat en dues proposicions cardinals: que la cultura ha de transcendir l'àmbit de les pràctiques ordinàries, i que hauria de fer-ho infonent en nosaltres hàbits i punts de vista encaminats a una «bona societat» (ja sigui una bona societat definida per una major igualtat i llibertat, o per més religió i tradició).
Illouz rebutja aquesta anàlisi de la cultura en advertir les nombroses maneres en les quals la cultura emancipa o reprimeix, ofereix el millor i el pitjor, s'ajusta o no s'ajusta a un bon model de desenvolupament humà o de bona polis. Illouz proposa el concepte de crítica immanent, que permet que la crítica sorgeixi de l'autocomprensió dels actors. Les pràctiques culturals han de ser avaluades i criticades internament, d'acord amb els valors que contenen.

## Parresia
En una de les seves primeres accepcions, parresia significava llibertat d'expressió. El filòsof Michel Foucault partí de la idea de parresia per a desenvolupar la idea de dir veraç, car qui diu la veritat «pren la paraula enfront del tirà i arrisca la vida». Eva illouz ha assenyalat que la parresia no necessàriament té una sola direcció o un sol destinatari. Això significa que el dir veraç potser no es dirigeix contra l'Estat i el seu discurs excloent, ni tampoc contra els grups poderosos, sinó que també ha d'adreçar-se contra el propi entorn social, la família, el cercle d'amistats, la comunitat religiosa i el context polític en el que hom es mou.

## Publicacions d'Eva Illouz

### En anglès i hebreu
- 1997. Consuming the Romantic Utopia: Love and the Cultural Contradictions of Capitalism. University of California Press. (371 pp.).
- 2002. The Culture of Capitalism (en hebreu). Israel University Broadcast (110 pp.).
- 2003. Oprah Winfrey and the Glamour of Misery: An Essay on Popular Culture. Columbia University Press (300 pp.)
- 2007. Cold Intimacies: The Making of Emotional Capitalism, Polity Press, Londres.
- 2008, Saving the Modern Soul: Therapy, Emotions, and the Culture of Self-Help, the University of California Press.
- 2012, Why Love Hurts: A Sociological Explanation, Polity, ISBN  978-0-7456-6152-0

### En espanyol
- 2007 - Intimidades congeladas (Cold Intimacies, 2007), Buenos Aires/Madrid, Katz editors, 2007, ISBN  978-84-96859-17-3), Fitxa a Katz editors
- 2009 - El consum de la utopia romántica (Consuming the Romantic Utopia, 1997), Buenos Aires/Madrid, Katz editors, ISBN  978-84-96859-53-1) Fitxa a Katz editors
- 2010 - La salvació del alma moderna. Terapia emociones y la cultura de la autoayuda, (Saving the Modern Soul: Therapy, Emotions, and the Culture of Self-Help, 2008), Katz editors, ISBN  978-84-92946-01-3. Error en ISBN: caràcter no vàlid Fitxa a Katz editors
- 2012, Por què duele el amor: una explicación sociológica, Katz Editors, ISBN  978-84-92946-47-1

### En alemany
- 2015. Israel - Soziologische Essays, Berlín: Suhrkamp.

### Premis i honors
Premis i altres honors rebuts per Eva Illouz són els següents.
- 2000 - El seu llibre El consum de la utopia romàntica va guanyar la menció Honorífica del Premi al millor llibre de l'Associació Americana de Sociologia l'any 2000.[14]
- 2004 - Va dictar les Conferències Adorno (en homenatge a Theodor Adorno) convidada pel filòsof Axel Honneth a l'Institut de Recerca Social (Institut für Sozialforschung) de Frankfurt del Main.[15] Les conferències han estat reproduïdes en el llibre Intimitats congelades. Les emocions en el capitalisme, publicat en 2007.
- 2005 - El seu llibre Oprah Winfrey i el glamur de la misèria, sobre la presentadora Oprah Winfrey, va guanyar el Premi al millor llibre de l'Associació Americana de Sociologia.[16]
- 2009 - Va ser triada, per la seva recerca de l'ànima del capitalisme, pel diari alemany Die Zeit com una dels dotze pensadores que probablement canviïn el pensament del futur. Altres personatges van ser Martha Nussbaum, Sunnita Narain, Michael Tomasello, Robert Schiller, Thomas Pogge, Werner Sobek, Jesper Juul, Henry Markram, Nilufer Gole i el patriarca ortodox Bartolomé I.[17][18]